# مقاطعة أنديمشك
مقاطعة أنديمشك (بالفارسية: شهرستان اندیمشک) هي منطقة سكنية في إيران وتقع في محافظة خوزستان يقدر عدد سكانها بـ 154,081 نسمة .